# Axel Jungk
Axel Jungk (Zschopau, 5 marzo 1991) è uno skeletonista tedesco, vincitore di tre titoli mondiali nella gara a squadre (nel 2015, nel 2016 e nel 2017), risultato che rappresenta un record.

## Biografia
Ex saltatore con gli sci, passò allo skeleton nel 2008 e nel 2010 iniziò a gareggiare per la squadra nazionale tedesca in  Coppa Intercontinentale e in Coppa Europa, circuiti dove si piazzò al secondo posto rispettivamente al termine delle stagioni 2012/13 e 2013/14. Si distinse nelle categorie giovanili vincendo la medaglia d'oro ai mondiali juniores nell'edizione di Igls 2012 e l'argento in quella di Igls 2013.

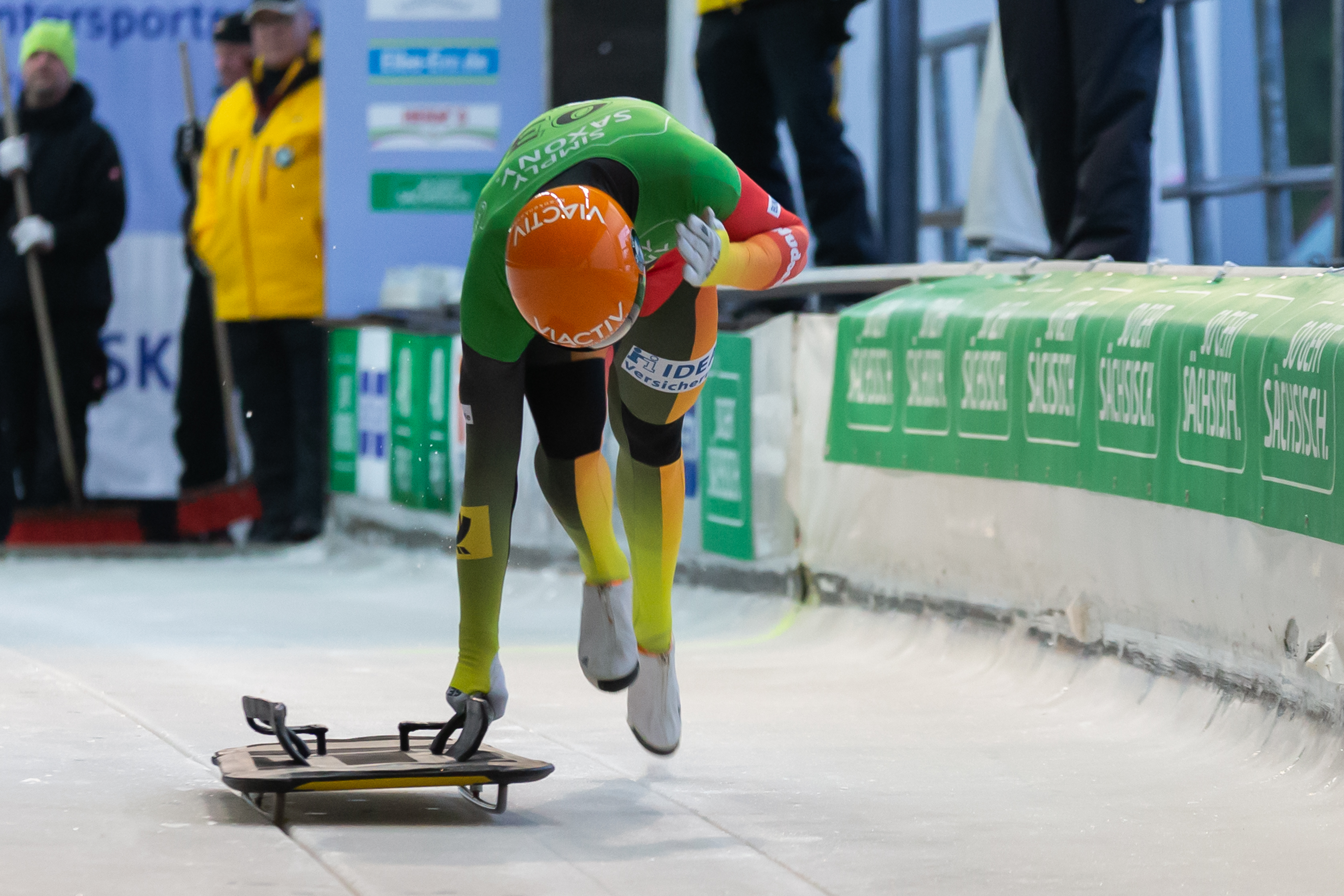
Jungk in gara ai Campionati tedeschi nel 2018

Debuttò in Coppa del Mondo nella stagione 2014/15, il 12 dicembre 2014 a Lake Placid, dove si piazzò in quarta posizione nel singolo; ottenne il suo primo podio il 4 dicembre 2015 a Winterberg (secondo nel singolo) e la sua prima vittoria il 19 gennaio 2018 a Schönau am Königssee. In classifica generale detiene quale miglior piazzamento il secondo posto ottenuto nel 2017/18.
Ha partecipato ai giochi olimpici invernali di Pyeongchang 2018, giungendo quinto nel singolo.
Ha inoltre preso parte a sei edizioni dei campionati mondiali conquistando un totale di cinque medaglie, delle quali tre d'oro. Nel dettaglio i suoi risultati nelle prove iridate sono stati, nel singolo: ventiduesimo a Lake Placid 2012, sesto a Winterberg 2015, quarto a Igls 2016, medaglia d'argento a Schönau am Königssee 2017, decimo a Whistler 2019 e medaglia d'argento ad Altenberg 2020; nella gara a squadre: medaglia d'oro a Winterberg 2015, medaglia d'oro a Igls 2016, medaglia d'oro a Schönau am Königssee 2017 e non classificato a Whistler 2019. È lo skeletonista che ha vinto più medaglie d'oro mondiali nella competizione a squadre (tre).
Nelle rassegne europee ha vinto una medaglia d'argento individuale a Innsbruck 2019 e due di bronzo a Igls 2018 e ad Altenberg 2023. 
Ha inoltre vinto tre titoli nazionali (2016, 2017 e 2019).

## Palmarès

### Mondiali
- 5 medaglie:
  - 3 ori (gara a squadre a Winterberg 2015; gara a squadre a Igls 2016; gara a squadre a Schönau am Königssee 2017);
  - 2 argenti (singolo a Schönau am Königssee 2017; singolo ad Altenberg 2020).

### Europei
- 2 medaglie:
  - 1 argento (singolo a Innsbruck 2019);
  - 2 bronzi (singolo a Igls 2018; singolo ad Altenberg 2023).

### Mondiali juniores
- 2 medaglie:
  - 1 oro (singolo a Igls 2012);
  - 1 argento (singolo a Igls 2013).

### Coppa del Mondo
- Miglior piazzamento in classifica generale: 2º nel 2017/18.
- 17 podi (tutti nel singolo):
  - 3 vittorie;
  - 6 secondi posti;
  - 8 terzi posti.

#### Coppa del Mondo - vittorie
| Data            | Luogo                | Paese       | Disciplina |
| --------------- | -------------------- | ----------- | ---------- |
| 19 gennaio 2018 | Schönau am Königssee | Germania    | singolo    |
| 8 dicembre 2019 | Lake Placid          | Stati Uniti | singolo    |
| 3 dicembre 2021 | Altenberg            | Germania    | singolo    |

### Campionati tedeschi
- 6 medaglie:
  - 3 ori (singolo ad Altenberg 2016[1]; singolo a Schönau am Königssee 2017[2]; singolo ad Altenberg 2019[3]);
  - 2 argenti (singolo ad Altenberg 2010[4]; singolo a Winterberg 2015[4]).
  - 1 bronzo (singolo a Schönau am Königssee 2020[5]).

### Circuiti minori

#### Coppa Intercontinentale
- Miglior piazzamento in classifica generale: 2º nel 2012/13;
- 6 podi (tutti nel singolo):
  - 2 vittorie;
  - 1 secondo posto.
  - 3 terzi posti.

#### Coppa Europa
- Miglior piazzamento in classifica generale: 2º nel 2013/14;
- 10 podi (nel singolo):
  - 2 vittorie;
  - 4 secondi posti;
  - 4 terzi posti.